# Marry the Night
"Marry the Night" (Tiếng Việt: "Kết tình với màn đêm") là bài hát của nữ ca sĩ-nhạc sĩ người Mỹ Lady Gaga. Bài hát được phát hành ngày 15 tháng 11 năm 2011. Đây là đĩa đơn thứ năm và cũng là đĩa đơn cuối cùng trong album phòng thu thứ hai của cô, Born This Way (2011). "Marry the Night" được sáng tác và sản xuất bởi Lady Gaga và Fernando Garibay, trong lúc cô đang thực hiện chuyến lưu diễn vòng quanh thế giới, The Monster Ball Tour. Bài hát được lấy cảm hừng từ đĩa đơn trước, "Dance in the Dark", và tình yêu đối với thành phố quê hương của mình - Thành phố New York. Bài hát này được phát hành nhằm quảng cáo cho trò chơi Farmville, sáu ngày trước khi album Born This Way phát hành.
"Marry the Night" là một ca khúc mang thể loại dance-pop, chịu ảnh hưởng bởi dòng nhạc house và electropop. Bài hát nổi bật với âm thanh của chuông điện tử, chút nhạc electro, nhịp techno và thể loại funk-rock ở đoạn giang tấu. Lời bài hát thể hiện tình yêu của Gaga đối với màn đêm và tiệc tùng, như một sự kính trọng đối với quê hương. Các nhà phê bình đánh giá khá tích cực với "Marry the Night". Một số cho rằng bài hát cũng chịu ảnh hưởng bởi nhạc disco của Italy. "Marry the Night" là bài hát có xếp hạng thấp nhất từ trước tới nay của Gaga. Nó xếp hạng 29 ở bảng xếp hạng Billboard hot 100 tại Hoa Kỳ, bài hát duy nhất không lọt vào top 10 bảng xếp hạng này. Tại các quốc gia Bỉ và Brazil, "Marry the Night" đạt vị trí quán quân. Còn tại các quốc gia Croatia, Hungary, Ba Lan, Scotland và Slovakia, bài hát được lọt vào top 10.
Video âm nhạc của "Marry the Night", dài hơn 13 phút, được đạo diễn bởi Lady Gaga và quay phim tại Thành phố New York. Nó mô tả việc cô điên dại sau khi bị hãng đĩa Def Jam sa thải, với cảnh trong bệnh viện, trong vũ trường, trong căn hộ của cô và trong bãi đậu xe. Video được đánh giá rất cao về cốt truyện. Tuy nhiên lượt truy cập của nó trên mạng xã hội Youtube khá hạn chế so với các video trước do độ dài của video.

## Sáng tác và thu âm
—Lady Gaga trò chuyện về "Marry the Night" với MTV News
"Marry the Night" được viết bởi Lady Gaga và Fernando Garibay, trên đường thực hiện chuyến lưu diễn The Monster Ball Tour, và cả hai cùng sản xuất phần nhạc. Ca khúc đầu tiên được Gaga đề cập về album của mình, Born This Way trong chương trình phát thanh của Ryan Seacrest, cô ấy đã miêu tả đó là một trong những bài hát yêu thích của mình trong album. Garibay và Gaga đã từng làm việc từ trước với ca khúc "Dance in the Dark" (2009) trong The Fame Monster. Trước khi bắt đầu sáng tác "Marry the Night", Gaga đã lắng nghe "Dance in the Dark" và quyết định rằng cô ấy muốn đạt một đỉnh cao năng lượng mới với sự hợp tác cùng Garibay. "Tôi nhớ khi ở trong hậu trường sân khấu và nghe buổi biểu diễn đang bắt đầu, tôi đi ra ngoài đó và nghe 'Dance in the Dark' mở màn toàn bộ buổi biểu diễn, và tôi muốn vượt qua cảm giác đó. Tôi muốn vượt vượt qua giây phút mở màn buổi biểu diễn. Tôi đã làm theo cách đó."
Vì mong muốn tìm kiếm một phong cách âm nhạc mới, Gaga đã sáng tác ca khúc hoàn toàn khác với những gì mà cô ấy đã làm trước đây. Cô ấy muốn viết một ca khúc được xác định rõ ràng và rất riêng trong Born This Way và cuộc đời mình. Vì Gaga phải cật lực biểu diễn trong chuyến lưu diễn The Monster Ball Tour, nên Garibay đã một mình làm phần nhạc cho ca khúc. Sau khi đã biểu diễn xong, Gaga trở về phòng thu trên xe buýt của cô ấy và hỏi Garibay về quá trình làm việc. Sau đó anh ta giải thích rằng anh ta đã pha chế một thể loại âm nhạc mới cho ca khúc, và thử chơi tiếng chuông điện tử để truyền cảm hứng cho Gaga. Sau lần đầu tiên được nghe nó, cô ca sĩ gốc Ý này đã nói rằng cô ấy chợt muốn khóc, cô ấy chú ý đến sự rộng lớn mênh mông của âm nhạc, và bắt đầu viết lời ca cho "Marry the Night". Trong một cuộc phỏng vấn với NME, Gaga giải thích rằng cảm hứng chính đằng sau ca khúc là cô ca sĩ Whitney Houston và cũng thêm rằng: "Ca khúc là sự trở về New York của tôi. Tôi viết bài hát này về lòng can đảm đã khiến tôi có thể nói rằng: 'Tôi ghét Hollywood, Tôi chỉ muốn sống ở Brooklyn và viết nhạc.'".
Khi Gaga đang trong chuyến lưu diễn của mình, Garibay đã bắt đầu sáng tác ca khúc. Sau khi hát xong, Gaga trở lại xe buýt thu âm và hỏi anh ta về việc sáng tác. Garibay giải thích rằng anh ta đã sáng tác một loại nhạc hoàn toàn mới cho bài hát, và lấy chuông nhà thờ ngân vang làm cảm hứng cho bài hát. Sau khi nghe nó lần đầu tiên, Lady Gaga đã khóc vì tính xúc động của bài hát và cô bắt đầu viết lời bài hát. "Marry the Night" lần đầu được thu âm trên xe buýt năm 2010, và sau đó được phối lại tại Phòng phối Nhạc tại Burbank, California bởi Dave Russel, với sự trợ giúp của Paul Pavao. Gaga đã miêu tả rằng bài hát "có tính rộng lớn, một bản nhạc disco" và thu âm nó ngay lập tức sau khi viết lời bài hát cho "Marry the Night". Theo Garibay, Gaga đã suy ngẫm về ca khúc một hồi và sau đó đã lấy microphone để thu âm. Quá trình đó mất khoảng một giờ đồng hồ.

## Phát hành
"Marry the Night" từng được cân nhắc để phát hành dưới dạng đĩa đơn đầu tiên trích từ Born This Way, nhưng đã bị hủy và thay vào đó là ca khúc cùng tên với album. Sau đó, "Marry the Night" lại được cân nhắc để phát hành dưới dạng đĩa đơn thứ ba nhưng cũng bị hủy và thay vào đó là "The Edge of Glory". Gaga ra mắt "Marry the Night" lần đầu trên tập đặc biệt của Monster Ball của kênh HBO. Đằng sau sân khấu, cô hát phần giang tấu: "I'm gonna marry the night/ I won't give up on my life/ I'm a warrior queen/ Live passionately tonight." Trong suốt thời gian quảng bá cho album Born This Way của mình, Gaga phát hành ca khúc này trên trò chơi trực tuyến Farmville vào ngày 17 tháng 5 năm 2011. Ca khúc được phát hành trên Gagaville, một phần phụ của Farmville giúp Gaga thiết kế phần trò chơi quảng bá cho công ty Zynga. Bốn tháng sau khi phát hành album Born This Way, Gaga quyết định sẽ phát hành "Marry the Night" làm đĩa đơn thứ năm của album. Vào tháng 9 năm 2011, Hãng thu âm Interscope chính thức thông báo "Marry the Night" sẽ là đĩa đơn thứ năm được phát hành trên toàn thế giới, tuy nhiên Interscope cũng đã không bằng lòng với quyết định này. "Marry the Night" chính thức ra mắt trên các đài phát thanh của Úc vào ngày 17 tháng 10 năm 2011. Gaga cũng cho cho phát hành "Marry the Night" tại Liên hiệp Anh, bao gồm cả tuyển tập các bản phối khí vào ngày 21 tháng 11 năm 2011. Tuy nhiên, việc đó đã bị lùi lại vào ngày 11 tháng 12 năm 2011. Sau đó, Interscope cũng quyết định cho phát hành "Marry the Night" ở Mỹ; ca khúc đã được thêm vào các danh sách bài hát và các đài rhythmic và trên các đài phát thanh toàn quốc vào ngày 15 tháng 11.
Vào ngày 17 tháng 11, Gaga phát hành bìa đĩa nhạc chính thức cho "Marry the Night" qua TwitPic, cùng với một phần lời bài hát, "New York Is Not Just A Tan That You'll Never Lose". Bìa đĩa nhạc cho thấy Gaga ngồi trên nóc xe hơi trong một cơn mưa rào trong khi một phương tiện khác bị nổ ở đằng xa. Trong bìa đĩa, Gaga mặc đôi vớ dài và váy ngắn trong khi đang quẫy mái tóc vàng hoe của mình. Contessa Gayles của AOL đã miêu tả rằng bìa đĩa nhạc trong giống như "một bóng ma bí ẩn trong đêm".

## Đánh giá chuyên môn

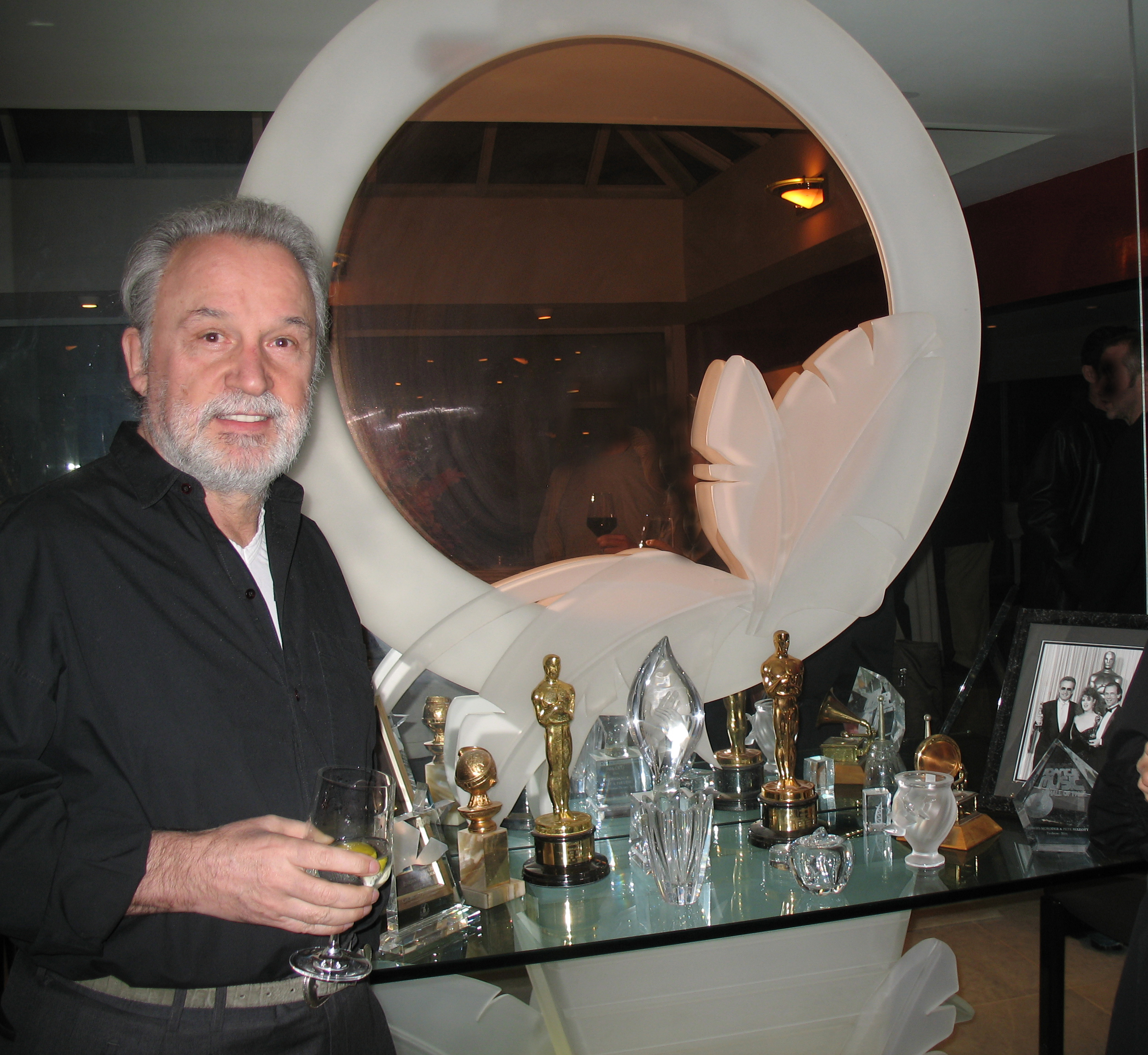
"Marry the Night" được so sánh với các ấn phẩm nhạc của Giorgio Moroder bởi một vài nhà phê bình.

"Marry the Night" nhận được nhiều đánh giá tích cực từ các nhà phê bình âm nhạc. Stephen Erlewine từ Allmusic đánh giá bài hát một cách tích cực, nói rằng bài hát "cuốn hút người nghe với một nhịp đập sôi nổi". Sal Cinquemani từ Tạp chí Slant nói rằng "Marry the Night" là một bài hát không phù hợp với album và cho rằng nó là một thành công tiếp nối cho "Dance in the Dark". Mark Savage từ BBC Music nói rằng "Marry the Night" thật hoàn hảo như thể là "có thể càn quét tất cả các bảng xếp hạng". Christian Blauvelt từ tờ tạp chí Entertainment Weekly so sánh bài hát với các ấn phẩm nhạc của nghệ sĩ người Ý Giorgio Moroder. Caryn Ganz của Spin đã có ấn tượng mạnh với bài hát và nói rằng nó là ca khúc "có thể làm nổ sàn nhảy chỉ trong vòng 4 phút". Mặc dù vậy, "Marry the Night" vẫn bị đánh giá tiêu cực từ số ít các nhà phê bình. Evan Sawdey từ PopMatters nói rằng "Marry the Night" giống như một ca khúc thượng lưu của ban nhạc Justice, tuy nhiên ở đoạn giang tấu có thêm những nhịp đập và các dụng cụ âm nhạc không cần thiết ở 3:30 đã khiến cho bài hát trở nên yếu đi và có cảm giác như là khóc. Kerri Mason từ tạp chí Billboard nhận ra sự ảnh hưởng của thể loại gothic rock lên bài hát, và nói nó như "một bài hát không hề có chất nhạc disco" và nhận xét rằng nó nên là đĩa đơn trích từ The Fame thì đúng hơn.

## Danh sách thực hiện
- Lady Gaga – hát chính, sáng tác, sản xuất, hát bè
- Fernando Garibay – nhạc sĩ, nhà sản xuất, lập trình nhạc, đàn keyboard điện tử
- Dave Russell – thu âm, phối khí
- DJ White Shadow – lập trình trống
- Gene Grimaldi – điều khiển âm thanh
- Eric Morris – trợ lý
- Paul Pavao – trợ lý

Danh sách được ghi phỏng theo những ghi chú trên album Born This Way.

## Danh sách ca khúc
| - Đĩa CD 1. "Marry the Night" (Album Version) – 4:24 2. "Marry the Night" (David Jost & Twin Radio Remix) – 3:31 - Đĩa 7" Picture ở Anh 1. "Marry the Night" (The Weeknd & Illangelo Remix) – 4:04 2. "Marry the Night" (Totally Enormous Extinct Dinosaurs 'Marry Me' Remix) – 5:49 |

- Marry the Night – The Remixes[30]

1. "Marry the Night" (Zedd Remix) – 6:14
2. "Marry the Night" (Sander van Doorn Remix) – 5:38
3. "Marry the Night" (Afrojack Remix) – 9:18
4. "Marry the Night" (John Dahlback Remix) – 5:19
5. "Marry the Night" (Sidney Samson Remix) – 4:44
6. "Marry the Night" (R3hab Remix) – 4:54
7. "Marry the Night" (Lazy Rich Remix) – 5:43
8. "Marry the Night" (Dimitri Vegas & Like Mike Remix) – 5:58
9. "Marry the Night" (Quintino Remix) – 5:52
10. "Marry the Night" (Danny Verde Remix) – 7:45

- Đĩa đơn Marry the Night (The Remixes)

1. "Marry the Night" (David Jost & Twin Radio Remix) – 3:31
2. "Marry the Night" (Totally Enormous Extinct Dinosaurs 'Marry Me' Remix) – 5:49

## Xếp hạng và chứng nhận doanh số

### Xếp hạng
| Bảng xếp hạng (2011–12)      | Vị trí cao nhất |
| ---------------------------- | --------------- |
| Australian Singles Chart     | 80              |
| Austrian Singles Chart       | 13              |
| Belgian Flanders Chart       | 1               |
| Belgian Wallonia Chart       | 38              |
| Brazilian Hot 100 Airplay    | 6               |
| Brazil Billboard Pop Songs   | 1               |
| Canadian Hot 100             | 11              |
| Croatian Airplay Radio Chart | 4               |
| Czech Airplay Chart          | 37              |
| Finnish Download Chart       | 28              |
| French Singles Chart         | 50              |
| German Singles Chart         | 17              |
| Hungarian Airplay Chart      | 9               |
| Irish Singles Chart          | 24              |
| Japan Hot 100                | 51              |
| Lithuania Top 40             | 24              |
| Polish Video Chart           | 4               |
| Scottish Singles Chart       | 8               |
| Slovak Airplay Chart         | 7               |
| Gaon Singles Chart           | 11              |
| Swiss Singles Chart          | 34              |
| UK Singles Chart             | 16              |
| Billboard Hot 100            | 29              |
| Adult Pop Songs              | 27              |
| Hot Dance Club Songs         | 1               |
| Pop Songs                    | 14              |

| Quốc gia      | Chứng nhận |
| ------------- | ---------- |
| Hoa Kỳ (RIAA) | Vàng       |

| Bảng xếp hạng (2011) | Vị trí |
| -------------------- | ------ |
| UK Singles Chart     | 161    |